# Ipomoea crispa
Ipomoea crispa är en vindeväxtart som först beskrevs av Carl Peter Thunberg, och fick sitt nu gällande namn av Hallier f. Ipomoea crispa ingår i släktet praktvindor, och familjen vindeväxter. Inga underarter finns listade i Catalogue of Life.